# Wielka Brytania na Letnich Igrzyskach Olimpijskich 1912
Wielką Brytanię na Letnich Igrzyskach Olimpijskich w roku 1912 w Sztokholmie reprezentowało 274 sportowców (264 mężczyzn i 10 kobiet) startujących w 16 dyscyplinach. Był to piąty start reprezentacji Wielkiej Brytanii na letnich igrzyskach olimpijskich.

## Zdobyte medale
| Medal  | Zawodnik | Dyscyplina        | Konkurencja                                  | Rezultat                             |
| ------ | --- | ----------------- | -------------------------------------------- | ------------------------------------ |
| Złoto  | Arnold Jackson | Lekkoatletyka     | bieg na 1500 m mężczyzn                      | 3:56,80                              |
| Złoto  | David Jacobs, Henry Macintosh, Victor d’Arcy, William Applegarth | Lekkoatletyka     | sztafeta 4 × 100 m mężczyzn                  | 42,4 s                               |
| Złoto  | Ronald Brebner, Thomas Burn, Arthur Knight, Douglas McWhirter, Charles Littlewort, Joseph Dines, Arthur Berry, Vivian Woodward, Harold Walden, Gordon Hoare, Ivan Sharpe, Ted Hanney, Edward Wright, Harold Stamper | Piłka nożna       | turniej mężczyzn                             | w finale pokonali drużynę Danii 4:2  |
| Złoto  | Charles Smith, George Cornet, Charles Bugbee, Arthur Hill, George Wilkinson, Paul Radmilovic, Isaac Bentham | Piłka wodna       | turniej mężczyzn                             | w finale pokonali zespół Austrii 8:0 |
| Złoto  | Isabella Moore, Jennie Fletcher, Annie Speirs, Irene Steer | Pływanie          | sztafeta 4 × 100 m stylem dowolnym kobiet    | 5:52,80                              |
| Złoto  | Edward Lessimore, William Pimm, Joseph Pepe, Bob Murray | Strzelectwo       | karabin małokalibrowy leżąc 50 m             | 762 pkt                              |
| Złoto  | Edith Hannam | Tenis ziemny      | gra pojedyncza kobiet                        |                                      |
| Złoto  | Edith Hannam, Charles Dixon | Tenis ziemny      | gra mieszana                                 |                                      |
| Złoto  | Wally Kinnear | Wioślarstwo       | jedynka mężczyzn                             | 7:47,3                               |
| Złoto  | Edgar Burgess, Sidney Swann, Leslie Wormald, Ewart Horsfall, James Angus Gillan, Stanley Garton, Alister Kirby, Philip Fleming, Henry Wells | Wioślarstwo       | ósemka mężczyzn                              | 6:15,7                               |
| Srebro | Frederick Grubb | Kolarstwo szosowe | wyścig indywidualny                          |                                      |
| Srebro | Frederick Grubb, Leon Meredith, Charles Moss, William Hammond, Stanley Jones, Bert Gayler, Francis Higgins, Arthur Gibbon, Charlie Davey, Ernest Merlin, John Kirk, Arthur Stokes | Kolarstwo         | wyścig szosowy drużynowo                     |                                      |
| Srebro | Ernest Webb | Lekkoatletyka     | chód na 10 km mężczyzn                       | 46:50 min                            |
| Srebro | John Hatfield | Pływanie          | 400 m stylem dowolnym mężczyzn               | 5:25,8                               |
| Srebro | John Hatfield | Pływanie          | 1500 m stylem dowolnym mężczyzn              | 22:39,0                              |
| Srebro | Alexander Munro, James Shepherd, John Sewell, Joseph Dowler, Edwin Mills, Frederick Humphreys, Matt Hynes, Walter Chaffe | Przeciąganie liny | turniej mężczyzn                             |                                      |
| Srebro | Harcourt Ommundsen, Henry Burr, Edward Skilton, James Reid, Edward Parnell, Arthur Fulton | Strzelectwo       | karabin wojskowy 200,400,500,600 m drużynowo | 1602 pkt                             |
| Srebro | William Milne | Stzrelectwo       | karabin małokalibrowy pozycja dowolna 50 m   | 193 pkt                              |
| Srebro | William Pimm, Joseph Pepe, William Milne, William Styles | Strzelectwo       | karabin małokalibrowy 25 m drużynowo         | 917 pkt                              |
| Srebro | Harry Humby, William Grosvenor, Alexander Maunder, George Whitaker, John Butt, Charles Palmer | Strzelectwo       | trap mężczyzn drużynowo                      | 511 pkt                              |
| Srebro | Arthur Everitt, Edgar Seligman, Martin Holt, Percival Davson, Robert Montgomerie, Sydney Martineau | Szermierka        | szpada mężczyzn drużynowo                    | 104 pkt                              |
| Srebro | Charles Dixon | Tenis ziemny      | gra pojedyncza mężczyzn                      |                                      |
| Srebro | Helen Aitchison, Roper Barrett | Tenis ziemny      | gra mieszana                                 |                                      |
| Srebro | Julius Beresford, Karl Vernon, Charles Rought, Bruce Logan, Geoffrey Carr | Wioślarstwo       | czwórka ze sternikiem                        |                                      |
| Srebro | William Fison, William Parker, Thomas Gillespie, Beaufort Burdekin, Frederick Pitman, Arthur Wiggins, Charles Littlejohn, Robert Bourne, John Walker | Wioślarstwo       | ósemka mężczyzn                              | 6:19,20                              |
| Brąz   | Albert Betts, William Cowhig, Sidney Cross, Harold Dickason, Herbert Drury, Bernard Franklin, Leonard Hanson, Samuel Hodgetts, Charles Luck, William MacKune, Ronald McLean, Alfred Messenger, Henry Oberholzer, Edward Pepper, Edward Potts, Reginald Potts, George Ross, Charles Simmons, Arthur Southern, William Titt, Charles Vigurs, Samuel Walker, John Witaker | Gimnastyka        | wielobój mężczyzn drużynowo                  | 36,90 pkt                            |
| Brąz   | William Applegarth | Lekkoatletyka     | bieg na 200 m mężczyzn                       | 22,0 s                               |
| Brąz   | George Hutson | Lekkoatletyka     | bieg na 5000 m mężczyzn                      | 15:07,60                             |
| Brąz   | George Nicol, Ernest Henley, James Soutter, Cyril Seedhouse | Lekkoatletyka     | sztafeta 4 x 400 m mężczyzn                  | 3:23,20                              |
| Brąz   | Joe Cottrill, George Hutson, Cyril Porter, Edward Owen, William Moore | Lekkoatletyka     | bieg na 3000 m drużynowo                     | 23 pkt                               |
| Brąz   | Frederick Hibbins, Ernest Glover, Thomas Humphreys, Joe Cottrill, William Scott | Lekkoatletyka     | bieg przełajowy drużynowo                    | 49 pkt                               |
| Brąz   | Jennie Fletcher | Pływanie          | 100 m stylem dowolnym kobiet                 | 1:22,20                              |
| Brąz   | Willie Foster, Thomas Battersby, John Hatfield, Henry Taylor | Pływanie          | sztafeta 4 × 200 m stylem dowolnym           | 10:28,20                             |
| Brąz   | Percy Courtman | Pływanie          | 400 m stylem klasycznym mężczyzn             | 6:36,40                              |
| Brąz   | Isabelle White | Skoki do wody     | skoki proste z wieży kobiety                 | 34 pkt                               |
| Brąz   | Charles Stewart | Strzelectwo       | pistolet dowolny 50 m mężczyzn               | 470 pkt                              |
| Brąz   | Horatio Poulter, Hugh Durant, Albert Kempster, Charles Stewart | Strzelectwo       | pistolet dowolny 50 m mężczyzn drużynowo     | 1804 pkt                             |
| Brąz   | Hugh Durant, Albert Kempster, Charles Stewart, Horatio Poulter | Strzelectwo       | pistolet wojskowy 30 m mężczyzn drużynowo    | 1107 pkt                             |
| Brąz   | Harry Burt | Strzelectwo       | karabin małokalibrowy pozycja dowolna 50 m   | 192 pkt                              |
| Brąz   | Mabel Parton | Tenis ziemny      | gra pojedyncza kobiet                        |                                      |
| Brąz   | Charles Dixon, Alfred Beamish | Tenis ziemny      | gra podwójna mężczyzn                        |                                      |

## Skład kadry

### Gimnastyka
Mężczyźni
- Leonard Hanson – wielobój indywidualnie - 12. miejsce,
- John Whitaker – wielobój indywidualnie - 21. miejsce,
- Samuel Hodgetts – wielobój indywidualnie - 25. miejsce,
- Charles Simmons – wielobój indywidualnie - 28. miejsce,
- William Cowhig – wielobój indywidualnie - 29. miejsce,
- Reginald Potts – wielobój indywidualnie - 32. miejsce,
- Albert Betts, William Cowhig, Sidney Cross, Harold Dickason, Herbert Drury, Bernard Franklin, Leonard Hanson, Samuel Hodgetts, Charles Luck, William MacKune, Ronald McLean, Alfred Messenger, Henry Oberholzer, Edward Pepper, Edward Potts, Reginald Potts, George Ross, Charles Simmons, Arthur Southern, William Titt, Charles Vigurs, Samuel Walker, John Witeker – wielobój drużynowo – 3. miejsce

### Jeździectwo
Mężczyźni
- Herbert Scott
  - skoki przez przeszkody indywidualnie - 4. miejsce,
  - WKKW indywidualnie - nie ukończył zawodów
- Paul Kenna
  - skoki przez przeszkody indywidualnie - 27. miejsce,
  - WKKW indywidualnie - nie ukończył zawodów
- Edward Nash
  - skoki przez przeszkody indywidualnie - 29. miejsce,
  - WKKW indywidualnie - nie ukończył konkurencji
- Bryan Lawrence – WKKW indywidualnie - nie
- Herbert Scott, Paul Kenna, Edward Nash, Bryan Lawrence - WKKW drużynowo - nie ukończyli konkurencji (dyskwalifikacja)

### Kolarstwo szosowe
Mężczyźni
- Frederick Grubb – wyścig szosowy indywidualnie – 2. miejsce,
- Leon Meredith – wyścig szosowy indywidualnie - 4. miejsce,
- John Wilson – wyścig szosowy indywidualnie - 16. miejsce,
- Charles Moss – wyścig szosowy indywidualnie - 18. miejsce,
- William Hammond – wyścig szosowy indywidualnie - 22. miejsce,
- Robert Thompson – wyścig szosowy indywidualnie - 24. miejsce,
- Stanley Jones – wyścig szosowy indywidualnie - 29. miejsce,
- Bert Gayler – wyścig szosowy indywidualnie - 30. miejsce,
- Jock Miller – wyścig szosowy indywidualnie - 35. miejsce,
- Francis Higgins – wyścig szosowy indywidualnie - 37. miejsce,
- Arthur Gibbon – wyścig szosowy indywidualnie - 38. miejsce,
- Charlie Davey – wyścig szosowy indywidualnie - 39. miejsce,
- David Stevenson – wyścig szosowy indywidualnie - 41. miejsce,
- Charles Hill – wyścig szosowy indywidualnie - 49. miejsce,
- Ernest Merlin – wyścig szosowy indywidualnie - 59. miejsce,
- Michael Walker – wyścig szosowy indywidualnie - 67. miejsce,
- James Stevenson – wyścig szosowy indywidualnie - 68. miejsce,
- Francis Guy – wyścig szosowy indywidualnie - 71. miejsce,
- Ralph Mecredy – wyścig szosowy indywidualnie - 80. miejsce,
- John Walker – wyścig szosowy indywidualnie - 81. miejsce,
- Matthew Walsh – wyścig szosowy indywidualnie - 82. miejsce,
- Bernhard Doyle – wyścig szosowy indywidualnie - 85. miejsce,
- George Corsar – wyścig szosowy indywidualnie - 86. miejsce,
- Arthur Griffiths – wyścig szosowy indywidualnie - 90. miejsce,
- John Kirk – wyścig szosowy indywidualnie - nie ukończył wyścigu,
- Arthur Stokes – wyścig szosowy indywidualnie - nie ukończył wyścigu
- Frederick Grubb, Leon Meredith, Charles Moss, William Hammond, Stanley Jones, Bert Gayler, Francis Higgins, Arthur Gibbon, Charlie Davey, Ernest Merlin, John Kirk, Arthur Stokes – wyścig szosowy drużynowo – 2. miejsce,
- John Wilson, Robert Thompson, Jock Miller, David Stevenson, Charles Hill, James Stevenson, George Corsar, Arthur Griffiths – wyścig szosowy drużynowo - 4. miejsce[12]
- Francis Guy, Michael Walker, Ralph Mecredy, John Walker, Matthew Walsh, Bernhard Doyle – wyścig szosowy drużynowo - 11. miejsce[13]

### Lekkoatletyka
Mężczyźni
- David Jacobs
  - bieg na 100 metrów – odpadł w półfinale,
  - bieg na 200 metrów – odpadł w półfinale,
- William Applegarth
  - bieg na 100 m - odpadł w półfinale,
  - bieg na 200 m – 3. miejsce,
- Richard Rice
  - bieg na 100 m - odpadł w półfinale,
  - bieg na 200 m - odpadł w półfinale,
- Arthur Anderson
  - bieg na 100 m - odpadł w półfinale,
  - bieg na 200 m - odpadł w półfinale (nie ukończył biegu),
- Victor d’Arcy
  - bieg na 100 m - odpadł w półfinale (nie ukończył biegu),
  - bieg na 200 m - odpadł w półfinale,
- Henry Macintosh
  - bieg na 100 m - odpadł w eliminacjach,
  - bieg na 200 m - odpadł w półfinale (nie ukończył biegu),
- Henry Blakeney
  - bieg na 100 m - odpadł w eliminacjach,
  - bieg na 110 m przez płotki - odpadł w półfinale,
- Robert Duncan
  - bieg na 100 m - odpadł w eliminacjach,
  - bieg na 200 m - odpadł w półfinale (nie ukończył biegu),
- Duncan Macmillan
  - bieg na 100 m - odpadł w eliminacjach,
  - bieg na 200 m - odpadł w półfinale,
- James Barker – bieg na 100 m - odpadł w eliminacjach,
- Cyril Seedhouse
  - bieg na 200 m - odpadł w półfinale,
  - bieg na 400 m - odpadł w półfinale,
- Algernon Wells
  - bieg na 200 m - odpadł w eliminacjach,
  - bieg na 400 m - odpadł w półfinale,
- Ernest Haley
  - bieg na 200 m - odpadł w eliminacjach,
  - bieg na 400 m - odpadł w półfinale (nie ukończył biegu),
- George Nicol – bieg na 400 m – odpadł w półfinale,
- Ernest Henley
  - bieg na 400 m - odpadł w półfinale (nie ukończył biegu),
  - bieg na 800 m - odpadł w półfinale (nie ukończył biegu),
- James Soutter
  - bieg na 400 m - odpadł w półfinale (nie ukończył biegu),
  - bieg na 800 m – odpadł w półfinale (nie ukończył biegu),
- Alan Patterson
  - bieg na 400 m - odpadł w eliminacjach,
  - bieg na 800 m - odpadł w eliminacjach (nie ukończył biegu),
- Percy Mann – bieg na 800 m - odpadł w półfinale,
- Frederick Hulford
  - bieg na 800 m - odpadł w półfinale (nie ukończył biegu),
  - bieg na 1500 m – odpadł w eliminacjach,
- Richard Yorke
  - bieg na 800 m - odpadł w eliminacjach,
  - bieg na 1500 m - odpadł w eliminacjach,
- Robert Burton – bieg na 800 m - odpadł w eliminacjach (nie ukończył biegu),
- Philip Baker
  - bieg na 800 m - odpadł w eliminacjach (nie ukończył biegu),
  - bieg na 1500 m - 6. miejsce,
- Arnold Jackson – bieg na 1500 m – 1. miejsce,
- Albert Hare – bieg na 1500 m - odpadł w eliminacjach,
- William Moore – bieg na 1500 m - odpadł w eliminacjach,
- Joe Cottrill
  - bieg na 1500 m - odpadł w eliminacjach,
  - bieg przełajowy indywidualnie - nie ukończył biegu,
- Charles Ruffell
  - bieg na 1500 m - odpadł w eliminacjach (nie ukończył biegu),
  - bieg na 5000 m – odpadł w eliminacjach (nie ukończył biegu),
  - bieg na 10 000 m – odpadł w eliminacjach (nie ukończył biegu),
- George Hutson – bieg na 5000 m – 3. miejsce,
- Frederick Hibbins
  - bieg na 5000 m - nie ukończył biegu finałowego,
  - bieg na 10 000 m - odpadł w eliminacjach (nie ukończył biegu),
  - bieg przełajowy - 15. miejsce,
- Cyril Porter – bieg na 5000 m - nie ukończył biegu finałowego,
- Ernest Glover
  - bieg na 5000 m - odpadł w eliminacjach,
  - bieg na 10 000 m - odpadł w eliminacjach,
  - bieg przełajowy - 16. miejsce,
- George Lee
  - bieg na 5000 m - odpadł w eliminacjach,
  - bieg na 10 000 m - odpadł w eliminacjach (nie ukończył biegu),
- Arthur Treble – bieg na 5000 m - odpadł w eliminacjach (nie ukończył biegu),
- William Scott
  - bieg na 10 000 m - nie ukończył biegu finałowego,
  - bieg przełajowy - nie ukończył biegu,
- Thomas Humphreys
  - bieg na 10 000 m - odpadł w eliminacjach (nie ukończył biegu),
  - bieg przełajowy - 18. miejsce,
- George Wallach – bieg na 10 000 m - odpadł w eliminacjach (nie ukończył biegu),
- Harry Green – maraton – 14. miejsce,
- Arthur Townsend – maraton - 19. miejsce,
- Fred Lord – maraton - 21. miejsce,
- Edgar Lloyd – maraton - 25. miejsce,
- Harry Barrett – maraton - nie ukończył biegu,
- James Beale – maraton - nie ukończył biegu,
- Septimus Francom – maraton - nie ukończył biegu,
- Tim Kellaway – maraton - nie ukończył biegu,
- Kenneth Powell – bieg na 110 m przez płotki – 5. miejsce,
- Laurie Anderson – bieg na 110 m przez płotki - odpadł w półfinale (nie ukończył biegu),
- David Jacobs, Henry Macintosh, Victor d’Arcy, William Applegarth – sztafeta 4 × 100 m – 1. miejsce,
- George Nicol, Ernest Henley, James Soutter, Cyril Seedhouse – sztafeta 4 × 400 m – 3. miejsce,
- Joe Cottrill, George Hutson, Cyril Porter, Edward Owen, William Moore – bieg na 3000 m drużynowo – 3. miejsce
- Ernest Webb – chód na 10 km – 2. miejsce,
- Bill Palmer – chód na 10 km - nie ukończył konkurencji,
- Thomas Dumbill – chód na 10 km - nie ukończył konkurencji,
- William Yates – chód na 10 km - nie ukończył konkurencji,
- Robert Bridge – chód na 10 km - nie ukończył konkurencji,
- Frederick Hibbins, Ernest Glover, Thomas Humphreys, Joe Cottrill, William Scott – bieg przełajowy drużynowo – 3. miejsce,
- Timothy Carroll
  - skok wzwyż – 9. miejsce,
  - trójskok – 19. miejsce,
- Howard Baker
  - skok wzwyż - 11. miejsce,
  - skok wzwyż z miejsca - nie sklasyfikowany,
- Thomas O’Donahue – skok wzwyż - nie został sklasyfikowany,
- Henry Ashington
  - skok w dal – 10. miejsce,
  - skok w dal z miejsca - 15. miejsce,
- Sidney Abrahams – skok w dal - 12. miejsce,
- Philip Kingsford
  - skok w dal - 15. miejsce,
  - skok w dal z miejsca - 19. miejsce,
- Paddy Quinn – pchnięcie kulą – 8. miejsce,
- Walter Henderson – rzut dyskiem – 32. miejsce,
- Denis Carey – rzut młotem – 6. miejsce,

### Pięciobój nowoczesny
Mężczyźni
- Douglas Godfree – indywidualnie - 10. miejsce,
- Ralph Clilverd – indywidualnie - 11. miejsce,
- Hugh Durant – indywidualnie - 18. miejsce,

### Piłka nożna
Mężczyźni
- Ronald Brebner, Thomas Burn, Arthur Knight, Douglas McWhirter, Charles Littlewort, Joseph Dines, Arthur Berry, Vivian Woodward, Harold Walden, Gordon Hoare, Ivan Sharpe, Ted Hanney, Edward Wright, Harold Stamper – 1. miejsce,

### Piłka wodna
Mężczyźni
- Charles Smith, George Cornet, Charles Bugbee, Arthur Hill, George Wilkinson, Paul Radmilovic, Isaac Bentham – 1. miejsce,

### Pływanie
Kobiety
- Jennie Fletcher – 100 m stylem dowolnym – 3. miejsce,
- Annie Speirs – 100 m stylem dowolnym - 5. miejsce,
- Daisy Curwen – 100 m stylem dowolnym - odpadła w półfinale,
- Isabella Moore – 100 m stylem dowolnym - odpadła w półfinale,
- Mary Langford – 100 m stylem dowolnym - odpadła w półfinale,
- Irene Steer – 100 m stylem dowolnym - odpadła w półfinale (dyskwalifikacja)
- Isabella Moore, Jennie Fletcher, Annie Speirs, Irene Steer – sztafeta 4 × 100 m stylem dowolnym – 1. miejsce,

Mężczyźni
- Paul Radmilovic – 100 m stylem dowolnym - odpadł w ćwierćfinale,
- Rob Derbyshire – 100 m stylem dowolnym - odpadł w eliminacjach,
- John Hatfield
  - 400 m stylem dowolnym – 2. miejsce,
  - 1500 m stylem dowolnym – 2. miejsce,
- Willie Foster
  - 400 m stylem dowolnym - odpadł w ćwierćfinale,
  - 1500 m stylem dowolnym - odpadł w ćwierćfinale,
- Thomas Battersby
  - 400 m stylem dowolnym - odpadł w ćwierćfinale,
  - 1500 m stylem dowolnym - odpadł w ćwierćfinale,
- Henry Taylor
  - 400 m stylem dowolnym - odpadł w ćwierćfinale,
  - 1500 m stylem dowolnym - odpadł w ćwierćfinale (nie ukończył wyścigu),
- Willie Foster, Thomas Battersby, John Hatfield, Henry Taylor – sztafeta 4 × 200 m stylem dowolnym – 3. miejsce
- Bert Haresnape – 100 m stylem grzbietowym – odpadł w półfinale,
- Frank Sandon – 100 m stylem grzbietowym - odpadł w półfinale,
- George Webster – 100 m stylem grzbietowym - odpadł w półfinale,
- Percy Courtman
  - 200 m stylem klasycznym – 4. miejsce,
  - 400 m stylem klasycznym – 3. miejsce,
- Carlyle Atkinson – 200 m stylem klasycznym - odpadł w półfinale,
- George Innocent
  - 200 m stylem klasycznym - odpadł w eliminacjach (nie ukończył wyścigu),
  - 400 m stylem klasycznym - odpadł w półfinale (nie ukończył wyścigu),

### Przeciąganie liny
Mężczyźni
- Alexander Munro, James Shepherd, John Sewell, Joseph Dowler, Edwin Mills, Frederick Humphreys, Matt Hynes, Walter Chaffe – 2. miejsce,

### Skoki do wody
Kobiety
- Isabelle White – skoki proste z wieży – 3. miejsce,

mężczyźni
- Ernest Pott – trampolina 3 m - 6. miejsce,
- George Yvon
  - wieża - 5. miejsce.
  - skoki proste z wieży - odpadł w eliminacjach

### Strzelectwo
Mężczyźni
- Charles Stewart – pistolet dowolny 50 m indywidualnie – 3. miejsce,
- Horatio Poulter – pistolet dowolny 50 m indywidualnie - 6. miejsce,
- Hugh Durant – pistolet dowolny 50 m indywidualnie - 20. miejsce,
- Albert Kempster – pistolet dowolny 50 m indywidualnie - 24. miejsce,
- Peter Jones – pistolet dowolny 50 m indywidualnie - 32. miejsce,
- William McClure – pistolet dowolny 50 m indywidualnie - 35. miejsce,
- Edward Tickell – pistolet dowolny 50 m indywidualnie - 45. miejsce,
- Horatio Poulter, Hugh Durant, Albert Kempster, Charles Stewart - pistolet dowolny 50 m drużynowo – 3. miejsce,
- William McClure – pistolet wojskowy 30 m - 41. miejsce,
- Hugh Durant, Albert Kempster, Charles Stewart, Horatio Poulter - pistolet wojskowy 30 m drużynowo – 3. miejsce,
- Arthur Fulton
  - karabin wojskowy trzy pozycje 300 m - 6. miejsce
  - Karabin wojskowy pozycja dowolna 600 m - 9. miejsce
- John Sedgewick
  - karabin wojskowy trzy pozycje 300 m - 38. miejsce,
  - karabin wojskowy pozycja dowolna 600 m - 31. miejsce,
- Robert Davies
  - karabin wojskowy trzy pozycje 300 m - 39. miejsce,
  - karabin wojskowy pozycja dowolna 600 m - 37. miejsce,
- Fleetwood Varley
  - karabin wojskowy trzy pozycje 300 m - 50. miejsce,
  - karabin wojskowy pozycja dowolna 600 m - 27. miejsce,
- John Somers
  - karabin wojskowy trzy pozycje 300 m - 54. miejsce,
  - karabin wojskowy pozycja dowolna 600 m - 46. miejsce,
- Edward Parnell
  - karabin wojskowy trzy pozycje 300 m - 56. miejsce,
  - karabin wojskowy pozycja dowolna 600 m - 18. miejsce,
- Langford Lloyd – karabin wojskowy trzy pozycje 300 m - 57. miejsce
- Philip Richardson
  - karabin wojskowy trzy pozycje 300 m - 65. miejsce,
  - karabin wojskowy pozycja dowolna 600 m - 33. miejsce,
- William McClure – karabin wojskowy trzy pozycje 300 m - 69. miejsce
- Philip Plater
  - karabin wojskowy trzy pozycje 300 m - 86. miejsce,
  - Karabin wojskowy pozycja dowolna 600 m - 5. miejsce,
- Harcourt Ommundsen – karabin wojskowy pozycja dowolna 600 m - 7. miejsce,
- Henry Burr – karabin wojskowy pozycja dowolna 600 m - 10. miejsce,
- James Reid – karabin wojskowy pozycja dowolna 600 m - 13. miejsce,
- Edward Skilton – karabin wojskowy pozycja dowolna 600 m - 16. miejsce,
- Harcourt Ommundsen, Henry Burr, Edward Skilton, James Reid, Edward Parnell, Arthur Fulton - karabin wojskowy 200,400,500,600 m drużynowo – 2. miejsce,
- William Milne
  - karabin małokalibrowy pozycja dowolna 50 m – 2. miejsce,
  - karabin małokalibrowy indywidualnie 25 m - 22. miejsce,
- Harry Burt
  - karabin małokalibrowy pozycja dowolna 50 m – 3. miejsce,
  - karabin małokalibrowy indywidualnie 25 m - 9. miejsce,
- Edward Lessimore
  - karabin małokalibrowy pozycja dowolna 50 m - 4. miejsce,
  - karabin małokalibrowy indywidualnie 25 m - 12. miejsce,
- Francis Kemp
  - karabin małokalibrowy pozycja dowolna 50 m - 5. miejsce,
  - karabin małokalibrowy indywidualnie 25 m - 23. miejsce,
- Bob Murray
  - karabin małokalibrowy pozycja dowolna 50 m - 6. miejsce,
  - karabin małokalibrowy indywidualnie 25 m - 5. miejsce,
- William Pimm
  - karabin małokalibrowy pozycja dowolna 50 m - 10. miejsce,
  - karabin małokalibrowy indywidualnie 25 m - 7. miejsce,
- Joseph Pepe
  - karabin małokalibrowy pozycja dowolna 50 m - 14. miejsce,
  - karabin małokalibrowy indywidualnie 25 m - 4. miejsce,
- David Griffiths
  - karabin małokalibrowy pozycja dowolna 50 m - 24. miejsce,
  - karabin małokalibrowy indywidualnie 25 m - 29. miejsce,
- William Styles
  - karabin małokalibrowy pozycja dowolna 50 m - 27. miejsce,
  - karabin małokalibrowy indywidualnie 25 m - 13. miejsce,
- Edward Lessimore, William Pimm, Joseph Pepe, Bob Murray - karabin małokalibrowy leżąc 50 m drużynowo – 1. miejsce,
- William Pimm, Joseph Pepe, William Milne, William Styles - karabin małokalibrowy 25 m drużynowo – 2. miejsce,
- Harry Humby – trap indywidualnie - 4. miejsce,
- William Grosvenor – trap indywidualnie - 16. miejsce,
- John Butt – trap indywidualnie - 19. miejsce,
- Charles Palmer – trap indywidualnie - 21. miejsce,
- George Whitaker – trap indywidualnie - 33. miejsce,
- George Pinchard – trap indywidualnie - 39. miejsce,
- Alexander Maunder – trap indywidualnie - 49. miejsce,
- Alfred Black – trap indywidualnie - 53. miejsce,
- John Goodwin – trap indywidualnie - 56. miejsce,
- Harry Humby, William Grosvenor, Alexander Maunder, George Whitaker, John Butt, Charles Palmer - trap drużynowo – 2. miejsce

### Szermierka
Mężczyźni
- Edgar Seligman
  - floret indywidualnie - 6. miejsce,
  - szpada indywidualnie - 6. miejsce,
- Robert Montgomerie
  - floret indywidualnie - 8. miejsce,
  - szpada indywidualnie - odpadł w półfinale,
- Edgar Amphlett
  - floret indywidualnie - odpadł w półfinale,
  - szpada indywidualnie - odpadł w półfinale,
- Gordon Alexander
  - floret indywidualnie - odpadł w ćwierćfinale,
  - szpada indywidualnie - odpadł w eliminacjach,
- Arthur Fagan – floret indywidualnie - odpadł w ćwierćfinale,
- Ernest Stenson-Cooke
  - floret indywidualnie - odpadł w eliminacjach,
  - szpada indywidualnie - odpadł w eliminacjach,
- Sydney Martineau
  - floret indywidualnie - odpadł w eliminacjach,
  - szpada indywidualnie - odpadł w eliminacjach,
- Percival Davson
  - floret indywidualnie - odpadł w eliminacjach,
  - szpada indywidualnie - odpadł w eliminacjach,
- Martin Holt – szpada indywidualnie - 8. miejsce,
- Gerald Ames – szpada indywidualnie - odpadł w półfinale,
- Charles Van Der Byl
  - szpada indywidualnie - odpadł w ćwierćfinale,
  - szabla indywidualnie - odpadł w półfinale,
- Arthur Everitt – szpada indywidualnie - odpadł w ćwierćfinale,
- John Blake – szpada indywidualnie - odpadł w eliminacjach,
- Arthur Everitt, Edgar Seligman, Martin Holt, Percival Davson, Robert Montgomerie, Sydney Martineau - szpada drużynowo – 2. miejsce,
- Alfred Syson – szabla indywidualnie - odpadł w półfinale,
- William Marsh – szabla indywidualnie - odpadł w ćwierćfinale,
- Alfred Keene – szabla indywidualnie - odpadł w ćwierćfinale,
- Harry Butterworth – szabla indywidualnie - odpadł w ćwierćfinale,
- Edward Brookfield – szabla indywidualnie - odpadł w ćwierćfinale,
- Alfred Ridley-Martin – szabla indywidualnie - odpadł w ćwierćfinale,
- Archie Corble – szabla indywidualnie - odpadł w eliminacjach,
- Douglas Godfree – szabla indywidualnie - odpadł w eliminacjach,
- Archie Corble, Edward Brookfield, Alfred Ridley-Martin, Harry Butterworth, Richard Crawshay, William Marsh - szabla drużynowo - 7. miejsce,

### Tenis ziemny
Kobiety
- Edith Hannam – gra pojedyncza – 1. miejsce,
- Mabel Parton – gra pojedyncza – 3. miejsce,
- Helen Aitchison – gra pojedyncza - 5. miejsce,

Mężczyźni
- Charles Dixon – gra pojedyncza – 2. miejsce,
- Gordon Lowe – gra pojedyncza - 4. miejsce,
- George Caridia – gra pojedyncza - 5. miejsce,
- Arthur Lowe – gra pojedyncza - 5. miejsce,
- Theodore Mavrogordato – gra pojedyncza - 9. miejsce,
- Arthur Wentworth Gore – gra pojedyncza - 9. miejsce,
- Roper Barrett – gra pojedyncza - 9. miejsce,
- Alfred Beamish – gra pojedyncza - 16. miejsce,
- Charles Dixon, Alfred Beamish - gra podwójna – 3. miejsce,
- Arthur Wentworth Gore, Roper Barrett - gra podwójna - 4. miejsce,
- Gordon Lowe, Arthur Lowe - gra podwójna - 5. miejsce,
- George Caridia, Theodore Mavrogordato - gra podwójna - 7. miejsce,

Miksty
- Edith Hannam, Charles Dixon – 1. miejsce,
- Helen Aitchison, Roper Barrett – 2. miejsce,
- Mabel Parton, Theodore Mavrogordato – 5. miejsce,

### Wioślarstwo
Mężczyźni
- Wally Kinnear – jedynki – 1. miejsce,
- Julius Beresford, Karl Vernon, Charles Rought, Bruce Logan, Geoffrey Carr – czwórka ze sternikiem – 2. miejsce,
- Edgar Burgess, Sidney Swann, Leslie Wormald, Ewart Horsfall, James Angus Gillan, Stanley Garton, Alister Kirby, Philip Fleming, Henry Wells – ósemka – 1. miejsce,
- William Fison, William Parker, Thomas Gillespie, Beaufort Burdekin, Frederick Pitman, Arthur Wiggins, Charles Littlejohn, Robert Bourne, John Walker – ósemka – 2. miejsce

### Zapasy
Mężczyźni
- Percy Cockings – styl klasyczny waga piórkowa - odpadł w eliminacjach,
- George MacKenzie – styl klasyczny waga piórkowa - odpadł w eliminacjach,
- Alf Taylor – styl klasyczny waga piórkowa - odpadł w eliminacjach,
- William Hayes – styl klasyczny waga lekka - odpadł w eliminacjach,
- William Lupton – styl klasyczny waga lekka - odpadł w eliminacjach,
- Robert Phelps – styl klasyczny waga lekka - odpadł w eliminacjach,
- William Ruff – styl klasyczny waga lekka - odpadł w eliminacjach,
- Arthur Gould – styl klasyczny waga lekka - odpadł w eliminacjach,
- Edgar Bacon – styl klasyczny waga średnia - odpadł w eliminacjach,
- Stanley Bacon – styl klasyczny waga średnia - odpadł w eliminacjach,
- Noel Rhys – styl klasyczny waga średnia - odpadł w eliminacjach,
- Ned Barrett – styl klasyczny waga ciężka - odpadł w eliminacjach,